# Dexter: Resurrection
Dexter: Resurrection é uma série de televisão americana de drama policial e suspense, desenvolvida por Clyde Phillips e estrelada por Michael C. Hall, que reprisa seu papel como Dexter Morgan. A série serve como uma continuação direta de Dexter: New Blood e está programada para estrear em 11 de julho de 2025, no serviço de streaming Paramount+.

## Premissa
Após ser baleado por seu filho no episódio final de Dexter: New Blood, Dexter é misteriosamente resgatado e, graças ao uso de desfibriladores, é revivido em um hospital. A partir desse momento, sua história toma novos rumos, levando-o a enfrentar desafios inesperados e a lidar com as consequências de sua ressurreição.

## Elenco

### Principal
- Michael C. Hall como Dexter Morgan
- Jack Alcott como Harrison Morgan
- David Zayas como Angel Batista
- James Remar como Harry Morgan
- Peter Dinklage como Leon Prater
- Uma Thurman como Charley
- Ntare Mwine como Blessing Kamara
- Kadia Saraf como Detetive Claudette Wallace
- Dominic Fumusa como Detetive Melvin Oliva

## Produção
Em julho de 2024, durante a San Diego Comic-Con, foi anunciado que Michael C. Hall retornaria ao papel de Dexter Morgan em uma nova série intitulada Dexter: Resurrection. Clyde Phillips, showrunner original de Dexter, também retornou para desenvolver a série. As gravações começaram em janeiro de 2025, em Nova Iorque, Estados Unidos.

## Lançamento
Dexter: Resurrection está programada para estrear em 11 de julho de 2025 no Paramount+.